# Tierra de Peñaranda
Die Comarca Tierra de Peñaranda ist eine der zwölf Comarcas in der Provinz Salamanca der autonomen Gemeinschaft Kastilien und León.
Sie umfasst 19 Gemeinden auf einer Fläche von 597,45 km² mit dem Hauptort Peñaranda de Bracamonte.

## Gemeinden
| Gemeinde                    | Einwohner (2024) | Fläche km² | Dichte Einw./km² | Cod INE | Postleitzahl |
| --------------------------- | ---------------- | ---------- | ---------------- | ------- | ------------ |
| Alaraz                      | 448              | 49,17      | 9                | 37007   | 37312        |
| Alconada                    | 134              | 21,26      | 6                | 37012   | 37329        |
| Aldeaseca de la Frontera    | 248              | 24,30      | 10               | 37022   | 37317        |
| Bóveda del Río Almar        | 196              | 23,01      | 9                | 37057   | 37316        |
| El Campo de Peñaranda       | 250              | 45,20      | 6                | 37077   | 37317        |
| Cantaracillo                | 190              | 37,07      | 5                | 37083   | 37319        |
| Macotera                    | 1.001            | 32,93      | 30               | 37174   | 37310        |
| Malpartida                  | 80               | 10,30      | 8                | 37178   | 37313        |
| Mancera de Abajo            | 197              | 23,47      | 8                | 37179   | 37315        |
| Nava de Sotrobal            | 160              | 44,64      | 4                | 37215   | 37850        |
| Paradinas de San Juan       | 384              | 35,63      | 11               | 37232   | 37318        |
| Peñaranda de Bracamonte     | 6.063            | 22,96      | 264              | 37246   | 37300        |
| Rágama                      | 197              | 31,66      | 6                | 37265   | 37318        |
| Salmoral                    | 112              | 23,00      | 5                | 37276   | 37314        |
| Santiago de la Puebla       | 282              | 53,33      | 5                | 37296   | 37311        |
| Tordillos                   | 316              | 25,09      | 13               | 37324   | 37840        |
| Ventosa del Río Almar       | 99               | 18,02      | 5                | 37348   | 37329        |
| Villar de Gallimazo         | 198              | 44,28      | 4                | 37358   | 37320        |
| Zorita de la Frontera       | 152              | 32,13      | 5                | 37382   | 37408        |
| Comarca Tierra de Peñaranda | 10.707           | 597,45     | 18               | –       | –            |